# Henri Rancoule
Henri Rancoule (ur. 6 lutego 1933 w Bram, zm. 15 marca 2021 w Lourdes) – francuski rugbysta grający na pozycji skrzydłowego ataku, reprezentant kraju, trzykrotny mistrz Francji, pięciokrotny triumfator Pucharu Pięciu Narodów..
Grać zaczynał w lokalnym klubie z rodzinnego miasta. W trakcie kariery sportowej reprezentował początkowo FC Lourdes, z którym trzykrotnie triumfował w Challenge Yves du Manoir, a także zwyciężał w mistrzostwach Francji w 1956, 1957 i 1958 roku i był finalistą w edycji 1955, następnie związany był kolejno z RC Toulonnais, Stadoceste tarbais i US Carcassonne.
Wystąpił w sześciu edycjach Pucharu Pięciu Narodów, zwyciężając w pięciu z nich – w 1955, 1959, 1960, 1961 i 1962; uczestniczył także w wyprawach francuskiej reprezentacji na południową półkulę. Łącznie w latach 1955–1962 rozegrał 27 testmeczów dla Les Bleus zdobywając osiem przyłożeń.
Jego syn, Jean-Michel, z Stade Toulousain także trzykrotnie zdobywał mistrzostwo Francji.